# Peter Sullivan
Peter "Pete" Sullivan es un actor británico, más conocido por su trabajo como escritor para varias compañías de teatro de Europa y los Estados Unidos.

## Biografía
Estudió en el Central School of Speech and Drama de 1983 a 1986.
En 1987 se casó con la escritora catalana Anna Klamburg, sin embargo la pareja se divorció en 1993. Peter y Anna tienen un hijo, el músico Jake "Jacobo" Sullivan. 

## Carrera
Ha aparecido en numerosas obras de teatro entre ellas Way of the World, Stoning Mary, Certain Young Men, Lulu, The Pain and the Itch, Rock 'n' Roll, entre otras.
En 1982 Peter se unió al Teatro National Youth donde interpretó a Edmond en la obra King Lear, más tarde se unió al teatro Old Vic Youth donde interpretó el papel principal en la obra Macbeth. Mientras estuvo en el teatro Nacional formó el Grupo de Actores (en inglés: The Actors' Group). En 1988 se unió al grupo catalán La Fura Dels Baus y trabajó con ellos en su trilogía Accions, Suz/O/Suz y Tier Mon.
En 1993 apareció por primera vez en la televisión cuando apareció en el sitcom Over The Rainbow donde interpretó a Nick, uno de los personajes el papel principales.
En el 2001 interpretó al Coronel SS Karl Schoengarth en la multi-premiada película Conspiracy dirigida por Frank Pierson. Entre el 2008 y el 2009 apareció en series como 10 Days to War, The Passion, Kröd Mändoon and the Flaming Sword of Fire, New Tricks, The Fixer, Trinity, The Thick of It y en la serie Spooks donde interpretó a Viktor Sarkisian durante dos episodios.
En el 2011 se unió como al elenco de la serie The Borgias, donde interpretó al Cardenal Ascanio Sforza, hasta el final de la serie en el 2013. En marzo del 2015 apareció como invitado en el último episodio de la segunda temporada de la serie The Musketeers donde interpretó a Vargas, un espía español.

## Filmografía

### Series de televisión
| Año         | Título                                     | Personaje                   | Notas                               |
| ----------- | ------------------------------------------ | --------------------------- | ----------------------------------- |
| 2015        | The Musketeers                             | Vargas                      | episodio "Trial and Punishment"     |
| 2015        | Critical                                   | Dr. Clive Archerfield       | 2 episodios                         |
| 2015        | Indian Summers                             | Hugh Slater                 | episodio # 1.8 - miniserie          |
| 2014        | The Crimson Field                          | Maj. Jocelyn Ballard        | episodio # 1.5 - miniserie          |
| 2013        | Ripper Street                              | Franklin Stone              | episodio "Threads of Silk and Gold" |
| 2011 - 2013 | The Borgias                                | Cardenal Ascanio Sforza     | 27 episodios                        |
| 2009        | The Thick of It                            | Geoffrey                    | 2 episodios                         |
| 2008 - 2009 | Spooks                                     | Viktor Sarkisian            | 2 episodios                         |
| 2009        | Trinity                                    | Det. Insp. Ryan Worthing    | episodio # 1.9                      |
| 2009        | The Fixer                                  | Gabor Antonov               | episodio # 2.2                      |
| 2009        | New Tricks                                 | Curtis McCormack            | episodio "The War Against Drugs"    |
| 2009        | Kröd Mändoon and the Flaming Sword of Fire | Hombre Misterioso           | episodio "Wench Trouble"            |
| 2008        | The Passion                                | Abogado de Temple           | 3 episodios - miniserie             |
| 2008        | 10 Days to War                             | Oficial del MI6             | episodio "Why This Rush?"           |
| 2007        | The IT Crowd                               | John                        | episodio "Smoke and Mirrors"        |
| 2005 - 2006 | Wire in the Blood                          | A.C.C. Paul Eden            | 4 episodios                         |
| 2005 - 2005 | I Shouldn't Be Alive                       | Greg Rasmussen              | 2 episodios - documental            |
| 2006        | Vital Signs                                | Gareth Reeves               | episodio # 1.3                      |
| 2006        | I Shouldn't Be Alive: Science of Survival  | Greg Rasmussen              | episodio "Jaws of Death"            |
| 2005        | The Brief                                  | Neil Delaney                | episodio "Forever on the Mind"      |
| 2005        | Extras                                     | Director de Cine            | episodio "Ross Kemp"                |
| 2005        | The Last Detective                         | Nick Roberts                | episodio "Friends Reunited"         |
| 2005        | Ultimate Force                             | Vasily                      | episodio "Weapon of Choice"         |
| 2005        | Nathan Barley                              | Geoff Moss                  | episodio # 1.1                      |
| 2004        | Mile High                                  | Dougie                      | episodio # 2.6                      |
| 2003        | Single                                     | Jim                         | episodio # 1.4                      |
| 2003        | Strabge                                    | Bob                         | episodio "Kaa-Jinn"                 |
| 2003        | State of Play                              | Abogado de Stephen          | episodio # 1.3 - miniserie          |
| 2002        | The Bill                                   | Det. Inps. Daniel Hayes     | 11 episodios                        |
| 1999        | Hope & Glory                               | James Wooley                | episodio # 1.5                      |
| 1999        | Casualty                                   | Det. Inps. Martin Lawrenson | episodio "Trapped"                  |
| 1998        | Heat of the Sun                            | Thomas Drennan              | episodio "Hide in Plain Sight"      |
| 1998        | Peak Practice                              | Richard Beamer              | episodio "All Fall Down"            |
| 1995 - 1997 | Backup                                     | Det. Insp. Overton          | 12 episodios                        |
| 1997        | Kavanagh QC                                | Guy Salthouse               | episodio "Ancient History"          |
| 1995        | Chandler & Co                              | Paul Stoddard               | episodio "The American Dream"       |
| 1994        | Between the Lines                          | Supt. Atkins                | episodio "A Safe Pair of Hands"     |
| 1993        | Over the Rainbow                           | Neil                        | tv serie                            |

### Cine
| Año  | Título                                                    | Personaje            | Notas                                                                         |
| ---- | --------------------------------------------------------- | -------------------- | ----------------------------------------------------------------------------- |
| 2016 | Los misteriosos asesinatos de Limehouse                   | Inspector Roberts    |                                                                               |
| 2015 | The Scandalous Lady W                                     | Mr. James Farrar     | junto a Natalie Dormer, Aneurin Barnard, Shaun Evans & Alex Beckett           |
| 2014 | The Face of an Angel                                      | James Pryce          | junto a Cara Delevingne, Kate Beckinsale, Daniel Brühl & Ava Acres            |
| 2010 | Alice                                                     | Padre de Alice       | corto - junto a Maxine Peake, Amelia Shelley, Luke Treadaway & Tamzin Griffin |
| 2010 | Morning Echo                                              | Donald Moffatt       |                                                                               |
| 2008 | Hancock & Joan                                            | Edward Joffe         |                                                                               |
| 2005 | A Very Social Secretary                                   | Gould                |                                                                               |
| 2005 | Puritan                                                   | Richard              |                                                                               |
| 2004 | Sex Traffic                                               | Rick                 |                                                                               |
| 2003 | Monsieur N.                                               | Thomas Reade         |                                                                               |
| 2002 | Out of the Game                                           | Mike                 |                                                                               |
| 2001 | Gypsy Woman                                               | Policía              |                                                                               |
| 2001 | Conspiracy                                                | Col. Karl Schöngarth |                                                                               |
| 2000 | Christie Malry's Own Double-Entry                         | Wagner               |                                                                               |
| 1999 | The Adventures of Young Indiana Jones: Tales of Innocence | Coronel Serre        |                                                                               |
| 1997 | The Jackal                                                | Vasilov              |                                                                               |
| 1996 | Lord of Misrule                                           | Dr. Glanville        |                                                                               |
| 1995 | El efecto mariposa                                        | Duncan McHale        |                                                                               |
| 1995 | Devil's Advocate                                          | Domenic Balzo        |                                                                               |

### Teatro
| Año       | Obra                  | Personaje       | Director           | Teatro                               | Notas                                           |
| --------- | --------------------- | --------------- | ------------------ | ------------------------------------ | ----------------------------------------------- |
| -         | Rosmersholm           | Mortensgaard    | -                  | Almeida Theatre                      | -                                               |
| 2006-2007 | Rock 'n' Roll         | Ferdinand       | Trevor Nunn        | Royal Court & Duke of York's Theatre | -                                               |
| 2007      | The Pain and the Itch | Cash            | Bruce Norris       | Royal Court Theatre                  | -                                               |
| 2001      | Lulu                  | Jack the Ripper | Jonathan Kent      | Almeida Theatre                      | junto a Anna Friel, Alan Howard & James Hillier |
| -         | Stoning Mary          | Esposo          | Marianne Elliott   | -                                    | -                                               |
| -         | Drummers              | Ray             | Max Stafford-Clark | -                                    | -                                               |
| -         | Macbeth               | -               | -                  | -                                    | -                                               |
| -         | Bacchae               | Pentheus        | -                  | -                                    | -                                               |
| -         | Napoli Millionaria    | -               | -                  | Lyttelton Theatre                    | -                                               |
| -         | Richard III           | -               | -                  | National Theatre                     | -                                               |
| 1982      | King Lear             | Edmond          | -                  | National Theatre                     | -                                               |

## Premios
| Año | Categoría     | Premio                 | Obra     | Resultado |
| --- | ------------- | ---------------------- | -------- | --------- |
| -   | Best Newcomer | Evening Standard Award | Drummers | Nominado  |